# Novoselivka, Petropavlivka
Novoselivka (în ucraineană Новоселівка) este un sat în comuna Vasîlivka din raionul Petropavlivka, regiunea Dnipropetrovsk, Ucraina.

## Demografie
Componența lingvistică a localității Novoselivka
     Ucraineană (88,39%)
     Rusă (9,74%)
     Alte limbi (0,37%)
Conform recensământului din 2001, majoritatea populației localității Novoselivka era vorbitoare de ucraineană (88,39%), existând în minoritate și vorbitori de rusă (9,74%) și armeană (1,12%).